# Opius globigaster
Opius globigaster är en stekelart som beskrevs av Fischer 1964. Opius globigaster ingår i släktet Opius och familjen bracksteklar. Inga underarter finns listade i Catalogue of Life.